# بات كوران
بات كوران (بالإنجليزية: Pat Curran) هو فنان قتال مختلط أمريكي، ولد في 31 أغسطس 1987 في Island Lake (Nevada) ‏ في الولايات المتحدة.

## وصلات خارجية
- بات كوران على موقع بيلاتور (الإنجليزية)
- بات كوران على موقع شيردوغ (الإنجليزية)
- بات كوران على موقع IMDb (الإنجليزية)